# Fê Palermo
Fernanda „Fê“ Palermo Licen (* 18. August 1996 in Campinas) ist eine brasilianische Fußballspielerin.

## Karriere

### Klub
Ab 2013 war sie bei AE Kindermann aktiv, wo sie anschließend bis Ende 2014 verblieb. Zur Saison 2015 wechselte sie zu Vitória PE. Nach diesem Jahr führte sie ihr Weg dann weiter zu Flamengo, wo sie nun über die nächsten Jahre weiter aktiv war. Diese verließ sie dann erst Anfang 2020, um sich Santos anzuschließen, bei denen sie weitere zwei Jahre spielte. Seit der Saison 2022 ist sie Teil der Mannschaft von São Paulo.

### Nationalmannschaft
Mit der brasilianischen U20 nahm sie an der Weltmeisterschaft 2016 teil, bekam hier jedoch in keinem Spiel Einsatzzeit.
Bei der A-Nationalmannschaft hatte sie ihr Debüt im Jahr 2019. Ihr erstes großes Turnier mit dem Team war dann die Copa América 2022, wo sie in drei der Gruppenspiele Einsatzzeit bekam. In der letzten Partie hier gegen Peru gelangen ihr zudem noch ein Tor sowie ein Assist. Daran anschließend erhielt sie auch noch einen Kurzeinsatz im Halbfinale. Am Ende gewann ihre Mannschaft das Turnier mit einem 1:0-Sieg über Kolumbien im Finale und wurde so Südamerikameister. Dies qualifizierte ihre Mannschaft dann zugleich zudem noch für die Weltmeisterschaft 2023. Auch im Finalissima 2023 erhielt sie kurz vor dem Ende der regulären Spielzeit eine Einwechslung, verlor hier aber am Ende mit ihrer Mannschaft gegen den Gegner England mit 3:5 im Elfmeterschießen.
Bei der Copa América der Frauen 2025 bestritt Fê Palermo vier von sechs möglichen Einsätzen und konnte mit der Auswahl den Titel verteidigen.

## Erfolge
Nationalmannschaft
- Copa América: 2022, 2025